# Voices of Liberation
Voices of Liberation is een Belgisch-Nederlandse documentairereeks over de Liberation Route, de route die de geallieerden in de Tweede Wereldoorlog volgden tijdens de bevrijding van Europa. De serie werd geregisseerd door Koen Mortier. Elke aflevering draait rond een lokale bekendheid die vertelt over hun band met de oorlog, aan de hand van geschriften en ooggetuigenverslagen van hun voorouders.
De serie werd wereldwijd, behalve in België, uitgebracht op 2 mei 2022 via Netflix. In België werd de serie op 2 september 2022 uitgebracht via Streamz, op deze dag bereikten de geallieerden in 1944 de Belgische grens. De VRT-podcast Voorproevers van Linde Merckpoel weidde op 12 september 2022 een aflevering aan deze documentaire.
In aflevering 10  beweert Jennifer Teege, de kleindochter van Amon Göth, dat Anne Frank werd vergast in Bergen-Belsen. Dit klopt niet: Anne stierf aan vlektyfus en in het kamp Bergen-Belsen waren überhaupt geen gaskamers aanwezig. 

## Afleveringen
| Nr. | Titel                                  | Bekendheid                                                 |
| --- | -------------------------------------- | ---------------------------------------------------------- |
| 1   | Preparing for D-Day                    | Thomas Brodie-Sangster, Brits acteur                       |
| 2   | D-Day                                  | James McVey, Brits zanger en gitarist                      |
| 3   | The battle of Normandy                 | Julie Gayet, Frans actrice                                 |
| 4   | The liberation of Paris                | Sarah Kaminsky, Algerijns-Frans schrijfster                |
| 5   | The liberation of Brussels and Antwerp | Bart Peeters, Belgisch zanger en acteur                    |
| 6   | Operation Market Garden                | Géza Weisz, Nederlands acteur                              |
| 7   | The battle of the Scheldt and Texel    | Bella Hay, Nederlands zangeres                             |
| 8   | The horror of Hürtgenwald              | Christian Berkel, Duits acteur                             |
| 9   | The battle of the Bulge                | Bouli Lanners, Belgisch acteur                             |
| 10  | Over the Rhine and to the Camps        | Jennifer Teege, Duits schrijfster, kleindochter Amon Göth  |
| 11  | The End of WWII in Europe              | Géraldine Schwarz, Duits-Franse journaliste en schrijfster |